# Sobir Rahimov
Sabir Rachimow Sobir Umar oʻgʻli Rahimov (ros. Сабир Умарович Рахимов, ur. 12 stycznia?/25 stycznia 1902 w Taszkencie, zm. 26 marca 1945 w Gdańsku) – radziecki wojskowy narodowości uzbeckiej, generał major, Bohater Związku Radzieckiego (1945).

## Życiorys
Pracował jako robotnik rolny, w 1922 wstąpił do Armii Czerwonej, w 1925 skończył zjednoczoną szkołę wojskową w Baku, służył w Turkiestańskim Okręgu Wojskowym, brał udział w walkach z basmaczami, był ranny. W 1930 ukończył kursy doskonalenia kadry dowódczej, w 1938 został zwolniony z armii, w 1940 przywrócony do służby i skierowany do Zachodniego Specjalnego Okręgu Wojskowego. 
Od czerwca 1941 uczestniczył w wojnie z Niemcami, początkowo w stopniu majora, w składzie Frontu Zachodniego brał udział w walkach obronnych na Białorusi i w obwodzie smoleńskim, w lipcu 1941 został ranny, po wyleczeniu w listopadzie 1941 wrócił na front i został dowódcą pułku strzeleckiego w 56 Armii, 1941/1942 uczestniczył w walkach pod Rostowem nad Donem i Taganrogiem, w styczniu 1942 został ranny i kontuzjowany. Po wyleczeniu w maju 1942 został zastępcą dowódcy, a 4 września 1942 dowódcą 395 Dywizji Strzeleckiej 56 Armii, jesienią 1942 brał udział w walkach nad Donem i Kubaniem i na Północnym Kaukazie, m.in. w rejonie Tuapse, 19 marca 1943 otrzymał stopień generała majora. Później, po odwołaniu z frontu, 1943-1944 studiował w Wyższej Akademii Wojskowej im. Woroszyłowa. W listopadzie 1944 został dowódcą 37 Gwardyjskiej Dywizji Strzeleckiej 65 Armii 2 Frontu Białoruskiego, uczestniczył w operacji wschodniopruskiej, w lutym 1945 wyróżnił się podczas szturmu Grudziądza. Następnie wraz z dywizją brał udział w operacji pomorskiej, w tym w walkach o Gdańsk, podczas których został ciężko ranny w głowę i wkrótce zmarł. 
W Samarkandzie zbudowano jego pomnik, jego imieniem nazwano stację metra w Taszkencie i jeden z rejonów Taszkentu, a także szkołę w Taszkencie i ulice w Taszkencie i Urgenczu.

## Ordery i odznaczenia
- Złota Gwiazda Bohatera Związku Radzieckiego (pośmiertnie, 6 maja 1945)
- Order Lenina
- Order Czerwonego Sztandaru (czterokrotnie)
- Order Suworowa II klasy
- Order Kutuzowa II klasy
- Order Czerwonej Gwiazdy

I medale.